# Гонсалес, Мария
Мари́я Гуадалу́пе «Лупи́та» Гонса́лес Роме́ро (исп. María Guadalupe «Lupita» González Romero; род. 9 января 1989, Мехико, Мексика) — мексиканская легкоатлетка, специализирующаяся в спортивной ходьбе. Серебряный призёр Олимпийских игр 2016 года. Серебряный призёр чемпионата мира 2017 года. Двукратная победительница командного чемпионата мира по ходьбе (2016, 2018). Чемпионка Панамериканских игр 2015 года.

## Биография
Долгое время занималась боксом и рассчитывала побороться за поездку на Олимпийские игры 2012 года, где впервые разыгрывались медали в трёх женских весовых категориях. Однако этим надеждам не суждено было сбыться из-за травмы колена, которую получила Мария. Она решила переключиться на бег, но и там нога не давала полноценно тренироваться. Тогда врач посоветовал заняться ей спортивной ходьбой, которая позволяла развивать выносливость и меньше нагружать колено. После первых занятий Мария не испытывала никакой симпатии к этой дисциплине лёгкой атлетики, однако постепенно она стала прогрессировать и ради участия в Олимпийских играх решила продолжить тренироваться.
В 24 года она сменила вид спорта, а уже в первых стартах в ходьбе выиграла чемпионат Мексики и первенство Центральной Америки и стран Карибского бассейна 2013 года на дистанции 10 000 метров. В 2014 году дебютировала на 20 км с результатом 1:33.42, а во втором старте, на Кубке мира в Китае, улучшила его почти на 5 минут (рекорд Мексики — 1:28.48) и финишировала 16-й в компании сильнейших легкоатлеток планеты.
Выиграла Панамериканские игры 2015 года в Торонто, потеряв после финиша сознание от обезвоживания. Прийти в себя ей удалось только спустя два часа в госпитале.
Заняла второе место на командном чемпионате мира по ходьбе 2016 года в Риме с рекордом континента — 1:26.17. А после того, как через 2 месяца стало известно о положительной допинг-пробе победительницы захода у женщин Лю Хун из Китая, Мария Гонсалес была объявлена чемпионкой.
Завоевала серебряную медаль на Олимпийских играх 2016 года, всего на 2 секунды отстав от чемпионки, которой вновь стала Лю.
В 2017 году Гонсалес выиграла единственную медаль Мексики на чемпионате мира в Лондоне. На протяжении всей дистанции она постоянно была в числе лидеров. На заключительном 2-километровом круге она оказалась единственной, кто смог поддержать скорость китаянки Ян Цзяюй, но всё же уступила на финише одну секунду и заняла второе место.
На командном чемпионате мира по ходьбе 2018 года в китайском Тайцане защитила свой чемпионский титул, добытый двумя годами ранее. В этот раз, благодаря финишному ускорению, ей удалось оставить позади и Ян Цзяюй (заняла третье место), и её соотечественницу Цеян Шэньцзе.
Изучала управление информационными системами в Автономном университете штата Мехико.

## Основные результаты
| Год  | Турнир                             | Место проведения         | Дисциплина   | Место | Результат |
| ---- | ---------------------------------- | ------------------------ | ------------ | ----- | --------- |
| 2014 | Кубок мира по ходьбе               | Тайцан, Китай            | ходьба 20 км | 16-е  | 1:28.48   |
| 2015 | Панамериканские игры               | Торонто, Канада          | ходьба 20 км | 1-е   | 1:29.24   |
| 2016 | Командный чемпионат мира по ходьбе | Рим, Италия              | ходьба 20 км | 1-е   | 1:26.17   |
| 2016 | Олимпийские игры                   | Рио-де-Жанейро, Бразилия | ходьба 20 км | 2-е   | 1:28.37   |
| 2017 | Чемпионат мира                     | Лондон, Великобритания   | ходьба 20 км | 2-е   | 1:26.19   |
| 2018 | Командный чемпионат мира по ходьбе | Тайцан, Китай            | ходьба 20 км | 1-е   | 1:26.38   |